# Dijana Matković
Dijana Matković, pisateljica, novinarka, urednica, prevajalka  * 4. marec 1984, Novo mesto.

## Mladost in izobraževanje
Rodila se je 4. marca 1984 v Novem mestu. Obiskovala je osnovno šolo Vavta vas. Maturirala je leta 2003 in se vpisala na študij primerjalne književnosti na Filozofski fakulteti v Ljubljani. Diplomirala je leta 2016 z diplomskim delom Andrej Nikolaidis in stanje nacionalnih svetinj na področju nekdanje Jugoslavije.

## Kariera
V času študija je so-urejala časopis Izmus, kasneje je postavila in urejala spletni portal Airbeletrina. V letih 2010-2014 je bila programska vodja Društva slovenskih literarnih kritikov. Bila je izvršna urednica tiskane in spletne edicije Življenje na dotik (EPK, MB, 2012). Leta 2013 je postavila družbeno angažirani portal Državljanska odgovornost, ki je pospremil takratne vseslovenske vstaje.  Urejala je portal Odkrito povedano za Nacionalni svet za kulturo. Bila je članica programskega odbora Slovenskih dnevov knjige. Za več slovenskih založb prevaja leposlovje iz jezikov nekdanje Jugoslavije. Uredila je zbirko esejev domačih in tujih piscev o strahovih, fobijah in anksioznosti z naslovom Antologija tesnobe (LUD Literatura, 2016). Moderira in organizira simpozije ("Kakšen nov medijski model potrebuje Slovenija?", Kino Šiška, 2014), pogovorne večere in okrogle mize o medijih, družbi in kulturi. Od leta 2020 ureja spletni portal Disenz.
Piše ali je pisala za časopise Delo, Dnevnik, Le Monde Diplomatique, Mladino, Poglede, Playboy in druge. Leposlovje objavlja v osrednjih in za literaturo specializiranih medijih.
Leta 2013 je objavila žanrsko hibridni prvenec V imenu očeta, ki je bil nominiran za prvenec leta in pospremljen z glasbeno-literarnim nastopom v Kinu Šiška. Leta 2022 je izšel njen esejistični roman Zakaj ne pišem (Cankarjeva založba), ki je bil kot prva slovenska knjiga predstavljen na knjižnem programu filmskega festivala Berlinale ter v ožjem izboru za nagrado kresnik za roman leta.

## Nagrade
Leta 2024 je za svoje delo — "za neomajno angažiranost v razširjanju literarnega prostora ter krepitvi politične in kritične misli" — prejela nagrado ženske o ženskah. Isto leta je bila slavnostna govorka na prvi predsedniški podelitvi priznanja za prizadevanja na področju človekovih pravic.